# Brilliance V5

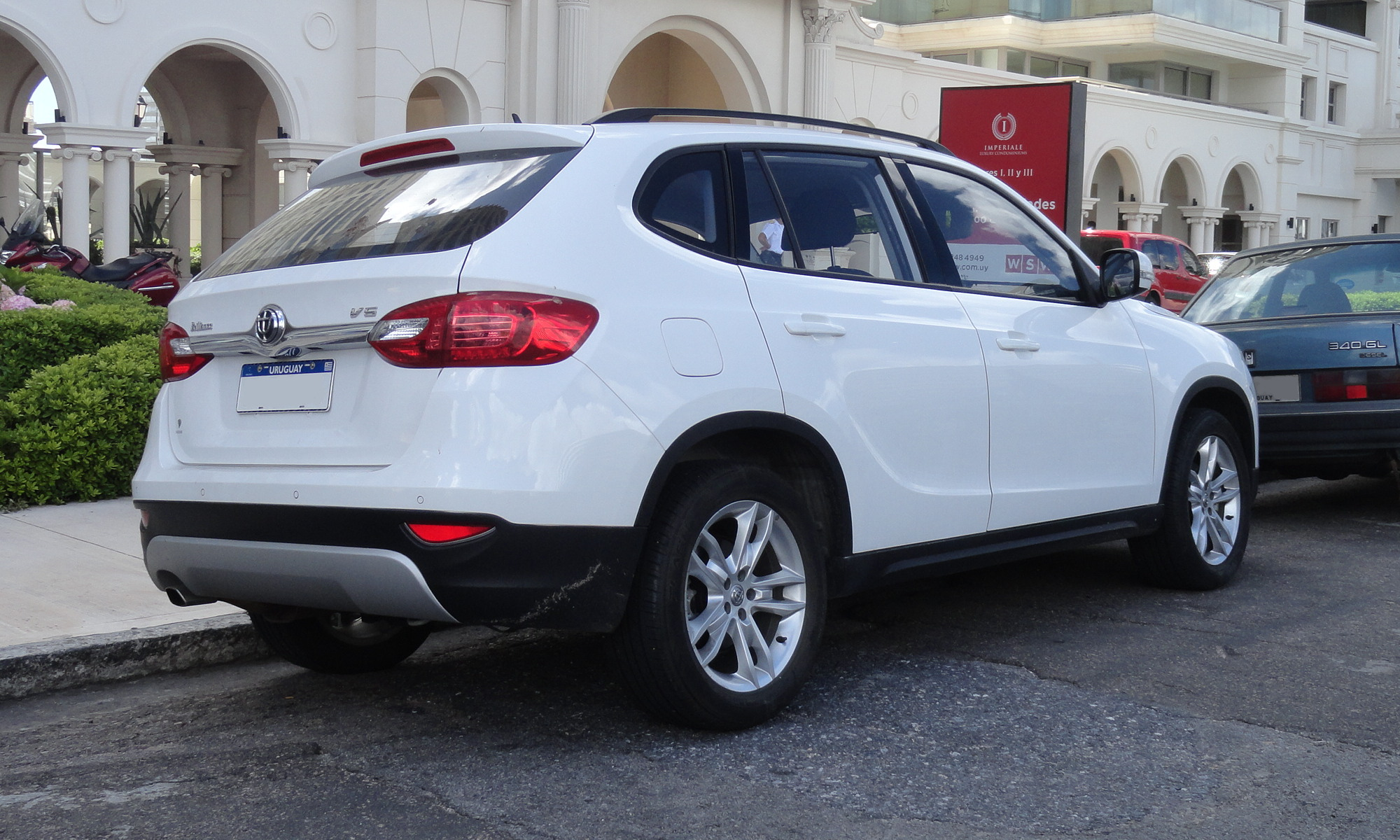
Brilliance V5

Brilliance V5 (Брілліанс V5) — компактний кросовер класу «К1» з переднім або повним приводом. Світова прем'єра моделі відбулася на автосалоні в Гуанчжоу в листопаді 2011 року.
На розробку V5 компанія Brilliance витратила два роки, взявши за основу платформу свого ж седана моделі 530, однак її довелося істотно доопрацювати, щоб автомобіль міг бути не тільки передньопривідним, а й з колісною формулою 4х4. Як передня підвіска використані традиційні стійки McPherson, ззаду встановлена  торсіонна балка, що скручується. Гальма, як передні, так і задні - дискові. Рульовий механізм оснащений електрогідравлічним підсилювачем.
V5 зовні схожий на BMW X1, і в цьому немає нічого дивного, оскільки китайську і німецьку компанію об'єднує багаторічна співпраця.
Довжина Брілліанс V5 становить 4405 мм, ширина - 1800 мм, а висота - 1614 мм. Довжина колісної бази - 2640 мм. Розрахований він на п'ятьох пасажирів. У стандартному положенні спинок задніх сидінь його обсяг дорівнює 430 літрам, а зі складеними збільшується до 1254 літрів.
У базову комплектацію кросовера включені 17-дюймові колісні диски, кондиціонер, електросклопідйомники, аудіосистема з радіо, CD/MP3-плеєр і 4 динаміками, дві подушки безпеки, ABS+EBD та інше обладнання. У більш дорогих версіях з'являється система безключового доступу і запуску двигуна, 8 динаміків аудіосистеми, замість чотирьох, і т. д.
Під капотом Brilliance V5 може бути встановлений 118-сильний (151 Нм при 4000 об/хв) 1,6-літровий бензиновий двигун, зібраний за ліцензією Mitsubishi, або 1,5-літровий бензиновий агрегат з турбонаддувом і 136 к.с. (200 Нм), розроблений безпосередньо фахівцями Brilliance. Агрегатуватися він може як з 5-ступінчастою "механікою", так і з 5-діапазонною автоматичною коробкою передач.